# بل وایلی
بل اروین وایلی (به انگلیسی: Bell Irvine Wiley) (زاده ۱۹۰۶ - درگذشته ۱۹۸۰) مورخ آمریکایی بود که در مورد جنگ داخلی آمریکا تخصصی داشت. وایلی همچنین در مورد تاریخ نظامی و تاریخ اجتماعی پژوهش می‌کرد.
وایلی در مناطق روستایی میسیسیپی آمریکا زاده شد و لیسانس خود را از ابزری کالج و دکترای خود را از دانشگاه ییل دریافت کرد. در سال ۱۹۳۴ به کرسی استادی دانشگاه میسیسیپی جنوبی منصوب شد. در ۱۹۳۸ کتابی با عنوان سیاهان جنوب، ۱۸۶۱–۱۸۶۵ منتشر کرد که به خیلی از پرسش‌ها در مورد وضع سیاهپوستان آمریکا در طول جنگ داخلی پاسخ داد. او در حین تحقیقاتش بر روی موضوع جنگ داخلی حدود ۳۰۰۰۰ نامه را بازخوانی کرد. از وایلی بارها به عنوان مورخ برجسته در حوزه تاریخ آمریکا و به خصوص جنگ داخلی آمریکا تقدیر شده‌است.